# SRFI (informatique)
Pour les articles homonymes, voir SRFI.
SRFI (en anglais « Scheme Requests for Implementation ») est un processus de standardisation des bibliothèques et extensions du langage de programmation Scheme, dans le but de faciliter l'implémentation du langage.
SRFI s'est imposé en raison du manque de normes précises pour développer des bibliothèques Scheme avant l'avènement du standard Scheme R6RS.
Le standard R6RS couvre désormais ce champ d'application.